# 佑君镇
佑君镇，是中华人民共和国四川省凉山彝族自治州西昌市下辖的一个乡镇级行政单位。原名河西，后因烈士丁佑君而得名“佑君镇”。2019年12月，撤销中坝乡和磨盘乡，将其所属行政区域划归佑君镇管辖。

## 行政区划
佑君镇下辖以下地区：
佑君社区、佑君村、老街村、丁庄村、四堡村、金营村、马营村、站沟村、油碾村和纸房村。